# Les Amis (film, 1971)
Pour les articles homonymes, voir Les Amis.
Pour plus de détails, voir Fiche technique et Distribution.
Les Amis est un film français réalisé par Gérard Blain et sorti en 1971.

## Synopsis
À Paris, Paul, 16 ans, vit avec sa mère, qui est divorcée et ne s'intéresse pas à lui. Il rencontre Philippe, marié et sans enfant, un imprimeur quadragénaire qui ne trouve pas non plus l'affection qu'il attendait auprès de son épouse. Philippe et Paul partagent mutuellement la tendresse et la compréhension qui leur font défaut. Paul se sent des dispositions artistiques et Philippe l'encourage dans cette voie. Lors de leur séjour à Deauville, Paul se lie avec un groupe de jeunes de son âge et plus particulièrement avec Marie-Laure, une des filles de la bande, dont il tombe rapidement amoureux. Mais ce flirt n'était qu'un amusement pour cette dernière et Paul trouve l'épaule compréhensive de Philippe pour se consoler. Grâce au soutien de celui-ci, Paul suit des cours d'art dramatique où il obtient d'excellents résultats jusqu'au jour où Philippe a un terrible accident de voiture...

## Fiche technique
- Titre original : Les Amis
- Réalisation : Gérard Blain
- Scénario : André de Baecque
- Dialogues : Gérard Blain, André de Baecque
- Décors : Jacques Flamand
- Photographie : Jacques Robin
- Cadrage : Robert Schneider
- Son : Raymond Saint-Martin
- Montage : Bob Wade
- Musique : François de Roubaix
- Photographe de plateau : Annie Bethmont
- Producteur : René Thévenet
- Directeur de production et producteur exécutif : Louis Duchesne
- Sociétés de production : Cinépol (France), OCF (Organisation Cinématographique Française)
- Sociétés de distribution : PlanFilm (distributeur d'origine pour la France), Les Acacias (France), Noblesse Oblige Distribution (France), Davis Film (diffusion internationale)
- Pays d'origine :  France
- Langue originale : français
- Format : 35 mm — couleur par Eastmancolor — 1.66:1 — son monophonique
- Genre : drame
- Durée : 87↔93[1] minutes
- Dates de sortie :
  - France : mai 1971 au Festival de Cannes
  - France : novembre 1971 en salles
- (fr) Classifications CNC : tous publics, Art et Essai (visa d'exploitation no 37441 délivré le 5 novembre 1971)

## Distribution
- Philippe March : Philippe
- Yann Favre : Paul
- Jean-Claude Dauphin : Nicolas
- Nathalie Fontaine : Marie-Laure
- Dany Roussel : la mère de Paul
- Claude Larcher : Béatrice
- Hélène Zanicoli : Monique
- Christian Chevreuse : le maître du manège
- Martin Pierlot : Jean-Marc
- Liliane Valais : la mère de Marie-Laure
- Vincent Gauthier : Olivier
- Sylvie Delanoë
- Jean-Claude Holzen : Richard
- Dominique Oudard : le groom
- Avec la participation des élèves du cours d'art dramatique de Raymond Girard

## Production
« À la mémoire de Mick Roussel. »

— Dédicace de Gérard Blain réalisateur, en frontispice du film.

### Tournage
- Période de prises de vue : 14 septembre au 7 novembre 1970.
- Extérieurs : rue Louis Loucheur (Paris, 17e arr.), Deauville (Calvados), musée Bourdelle (Paris, 15e arr.), parc de Saint-Cloud (Hauts-de-Seine).

Trois sites de tournage extérieur
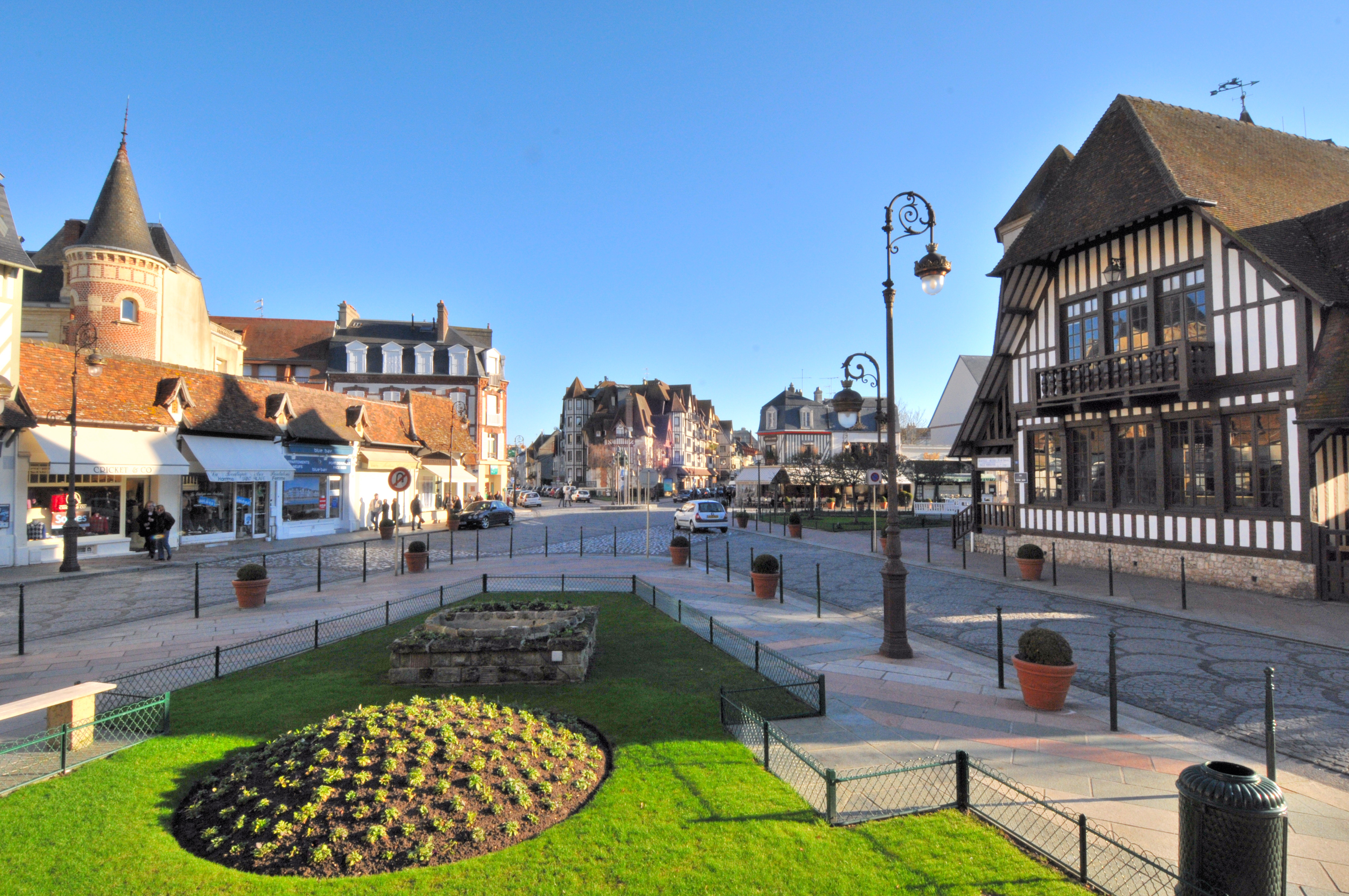
Deauville
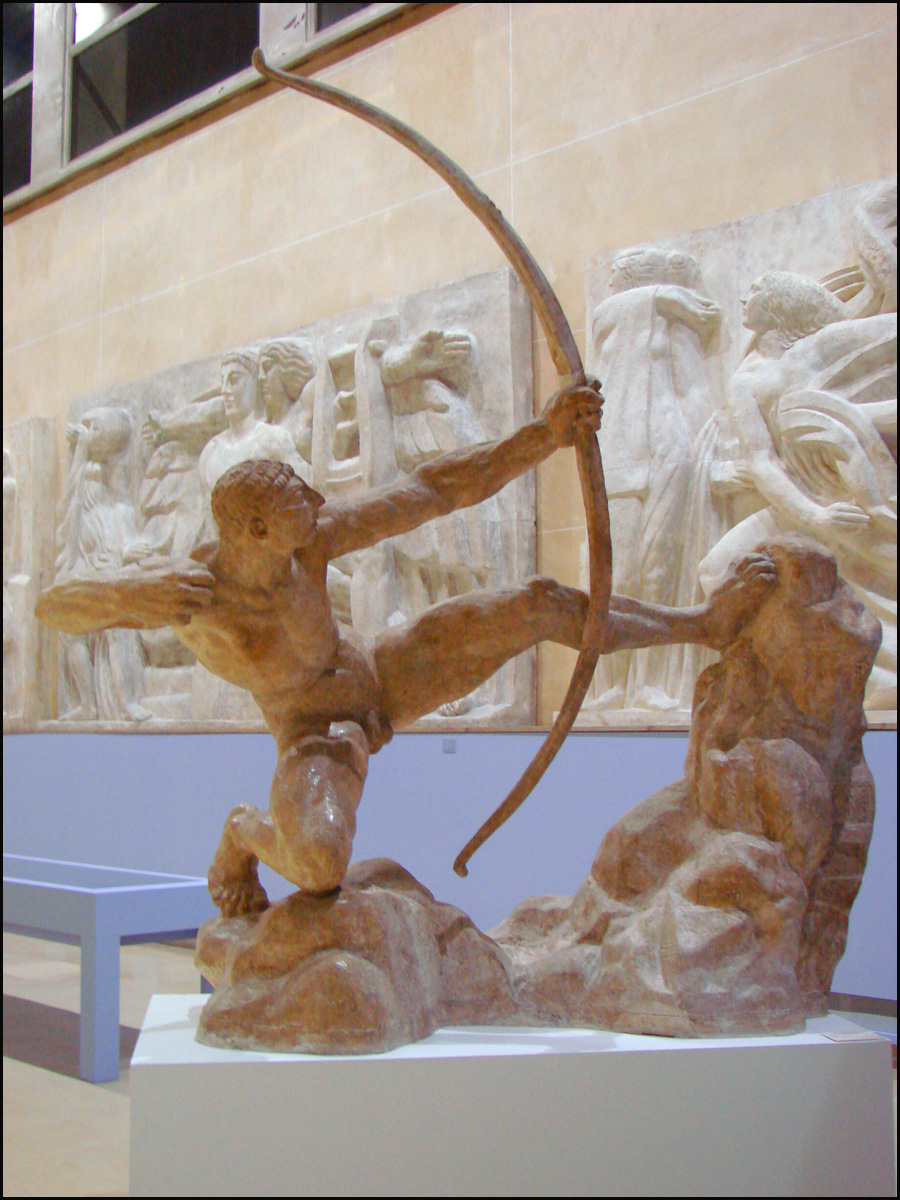
Héraklès au musée Bourdelle
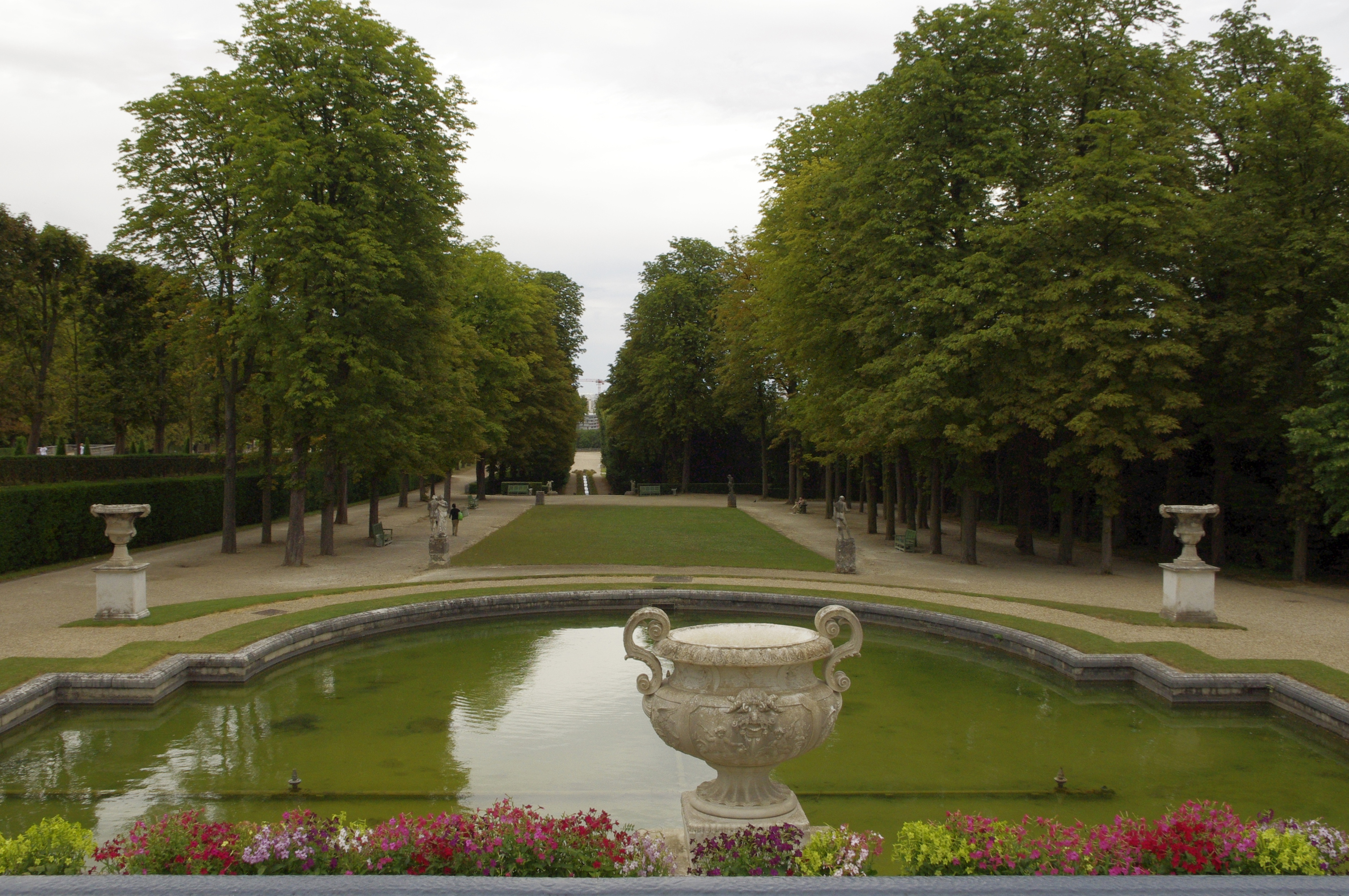
Parc de Saint-Cloud

### Musique
- 1971 : Les Amis[2], BO éditée sur 45 tours simple réf. 21004, Studio 10/Distribution Discodis — Éditions Bagatelle. Liste des titres :

1. Les Amis, instrumental et chœurs (avec la voix de Stan Laferrière et la clarinette de Stéphane Guérault)[3],
2. À l'Alambic, instrumental.

## Distinctions

### Récompense
- Festival de Locarno 1971 : Léopard d'or, meilleure première œuvre.
- Prix Jules Berry attribué en 1972 à Philippe March [4]

### Sélection
- Festival de Cannes 1971 : présentation hors compétition.

## Vidéographie
- 2008 : Les Amis, 1 DVD  Zone 2 PAL, René Chateau Vidéo.